# St. Joseph the Worker Church (St. Lucia)
St. Joseph the Worker Church ist eine römisch-katholische Kirche in Gros Islet in St. Lucia. Sie gehört zum Erzbistum Castries. Das Patrozinium ist Josef von Nazaret.

## Geschichte
Die Gemeinde entstand ab 1749, als sich einer der ersten Priester auf St. Lucia dort ansiedelte. Bereits 1771 ist eine Kirche auf Landkarten verzeichnet. Die Vorgängerbauten waren wohl sehr einfach gehalten. 1850 begann der Bau einer neuen Kirche durch den Priester Fr. Chassang FMI. Diese Kirche wurde 1876 vollendet, aber bereits 1906 durch ein Erdbeben zerstört.
1927 wurde unter dem Priester Fr. Besson mit dem Neubau der Kirche begonnen. Sie wurde in Stahlbeton-Technik errichtet und am 31. Mai 1933 von Erzbischof John Pius Dowling (von Trinidad und Tobago) eingeweiht.

## Gebäude
Die Kirche ist 45,7 m (150 ft) lang und 23,7 m (78 ft) breit. Die Fassade ist im Stil einer Jesuitenkirche ausgeführt mit Monogrammen und eucharistischen Symbolen. Der Kirchenraum ist dreischiffig mit einer abgerundeten Apsis im Norden. Es besteht ein separater Glockenturm.

## Kirchweihe
Die Kirche ist dem Heiligen Joseph geweiht und das Patronatsfest wird gewöhnlich am 1. Mai gefeiert (Feast of St. Joseph the Worker). Kirche und Altar wurden am 18. Juni 1967 durch Bischof Charles Alphonse Gachet (FMI) geweiht. Im Altar wurden Reliquien der Märtyrer von Uganda bestattet.